# Скрипник Римма Леонідівна
Скрипник Рімма Леонідівна  - проректор з науково-педагогічної роботи, міжнародних зв'язків та європейської інтеграції, доктор медичних наук, професор кафедри офтальмології Національного медичного університету імені О.О. Богомольця, лікар вищої категорії. Очолює (консультант) клінічну базу кафедри в клінічній лікарні № 9 м. Києва. Консультант клінічної бази кафедри в клінічній лікарні № 9 м. Києва 

## Біографічні відомості
Народилась 20 листопада 1960 р. в м. Києві, Україна.
Вища освіта:
1979 - 1984 рр.- навчання на кафедрі очних хвороб Київського медичного інституту імені О.О. Богомольця, диплом «З відзнакою».
1984 - 1986 рр. - навчання в клінічній ординатурі на кафедрі очних хвороб Київського медичного інституту імені О.О. Богомольця.
1986 - 1989 рр. - навчання в очній аспірантурі кафедри очних хвороб Київського медичного інституту імені О.О. Богомольця.
Робота:
1989 - 1999 рр. Працювала на посаді асистента кафедри очних хвороб НМУ імені О.О. Богомольця.
1999 - 2006 рр. Працювала на посаді доцента кафедри офтальмології НМУ імені О.О. Богомольця.
2006 - по теперішній час. Працює на посаді професора кафедри очних хвороб НМУ імені О.О. Богомольця.
Проректор з науково-педагогічної роботи, міжнародних зв'язків та європейської інтеграції 
Очолює (консультант) клінічну базу кафедри в КНП "КМКЛ № 9.
Входить до складу спеціалізованої вченої ради ДУ “Інститут очних хвороб і тканинної терапії ім.В.П.Філатова НАМН України” 

## Наукова діяльність
1990 р. кандидат медичних наук: захист дисертаційної роботи на тему «Особливості діагностики, лікування та прогнозування травм зорового нерва», Одеський НДІ очних хвороб і тканинної терапії імені В.П. Філатова 
1999 р. присвоєно вчене звання доцента.
2005 р. доктор медичних наук: захист дисертаційної роботи на тему «Пошкодження зорового нерву при цукровому діабеті (патогенез, клініка, діагностика, лікування)», Одеський НДІ очних хвороб і тканинної терапії імені В.П. Філатова 
2006 р. присвоєно вчене звання професора.
Основні напрямки науково-практичної роботи присвячені діабетичним  ураженням органу зору при цукровому діабеті, хірургічному лікуванню  ускладнених катаракт при цукровому діабеті. На основі проведеного  комплексного міждисциплінарного обстеження були виявлені основні  патогенетичні механізми пошкодження зорового нерву при цукровому діабеті, встановлені форми оптичних нейропатій та їх клінічні особливості, запропоновано клінічну класифікацію пошкоджень зорового нерву.
Впровадження в клінічну практику: Розроблено алгоритм діагностики, що дає можливість раннього виявлення та призначення патогенетично-спрямованого лікування, новітні методи діагностики (комп'ютерного визначення центрального поля зору, оптичної когерентної томографії сітківки, ранньої діагностики глаукоми та захворювань зорового нерва), нові методи лікування захворювань сітківки.
Google Scholar: Skrypnyk Rimma 
ORCID: 0000-0002-8463-1701 
Scopus / Author ID: 57201999971 
Web of Science / Researcher ID: HDM-9470-2022 
Консолідований показник індексу Гірша в Ukrainian National H-index Ranking: 8 
Науковці України / ID: 0010848 

## Науково-педагогічна діяльність
Розробник унікальної програми первинної спеціалізації «Загальна лікарська практика» для навчання англійською та українською мовами іноземців та осіб без громадянства в НМУ імені О.О. Богомольця 
Під її керівництвом захищено 4 кандидатські дисертації та 2 магістерські роботи, виконується 1 кандидатська дисертація 

## Міжнародна діяльність
Головний редактор міжнародного журналу, включеного в бази Scopus, Ulrich’s Periodicals Directory, EBSCO «Офтальмология. Восточная Европа» (до 2022 р.)
Член Black Sea Ophthalmological Society.
Член Європейського товариства катарактальних та рефракційних хірургів.

## Громадська діяльність
Член редколегії журналів «Архів офтальмології» , "Офтальмологічний журнал" 
Експерт з офтальмології МОЗ України.
Член Асоціації офтальмологів України.
Віце президент Асоціації офтальмологів-нейроофтальмологів, глаукоматологів України (2007-2015).

## Публікації
Автор понад 300 наукових праць, з них 3  монографії, 6 підручників 
Редактор національних підручників «Офтальмологія» (двух видань - українського та російського) 
Співавтор підручника "Ендокринологія: підручник для студентів вищих медичних навчальних закладів" 
Співавтор підручника «Ophthalmology» 
Співавтор програм навчальної дисципліни «Офтальмологія» для студентів закладів вищої медичної освіти III-IV рівнів акредитації зі спеціальностей «Лікувальна справа», «Педіатрія», «Медико-профілактична справа», «Стоматологія» та «Медична психологія».

## Патенти
Автор та власник чисельних патентів на винахід та свідоцтв про реєстрацію авторського права на твір 

## Нагороди
Премія Національної академії наук України для молодих учених за монографію «Травмы зрительного нерва» (1996 р.) , почесні грамоти МОЗ України, КМДА, Ради Київської міської профспілки працівників охорони здоров'я.